# Daft Punk's Electroma
Daft Punk's Electroma è un film di fantascienza del 2006, diretto da Thomas Bangalter (che cura anche la fotografia e la sceneggiatura) e Guy-Manuel de Homem-Christo, ovvero i Daft Punk. La storia ruota attorno alla ricerca di due robot (i membri della band, interpretati da Peter Hurteau e Michael Reich) per diventare umani.
Il film è muto e solo musicale, ciò permette di dare allo spettatore libera interpretazione alle scene. Daft Punk's Electroma è stato inoltre presentato al Festival di Cannes 2006 nella sezione Quinzaine des Réalisateurs.
Il 22 febbraio 2021, i Daft Punk hanno pubblicato un video intitolato "Epilogue" sul proprio canale YouTube, che presenta le scene finali del film modificate. Il video di YouTube serviva ad annunciare lo scioglimento dei Daft Punk.

## Trama
Due robot salgono su un'automobile in mezzo al deserto per dirigersi in città, dove tutti gli abitanti sono robot come loro. I due si dirigono verso un edificio simile ad un laboratorio dove subiscono un intervento chirurgico per farsi impiantare un volto umano, che però si scioglie con il caldo generato dal sole. I due si dirigono a piedi verso il deserto, camminando per due giorni. Una volta giunti nel deserto, uno dei due robot fa attivare all'altro un timer di sessanta secondi situato sulla propria schiena, si allontana, e si fa esplodere. L'altro robot, rimasto ormai da solo, si toglie e distrugge il proprio casco scoprendo il suo vero volto formato da una scheda madre. Infine si dà fuoco per poi camminare da solo nel buio della notte.

## Produzione
Secondo Guy-Manuel de Homem-Christo, Electroma dei Daft Punk era stata un'estensione non pianificata delle riprese video per l'album Human After All. L'idea per Electroma nacque infatti durante le riprese del video musicale della canzone "Human After All", dove Il duo decise di ampliare il contenuto del video musicale per adattarlo ad un lungometraggio. 
"Non eravamo nervosi: realizzare un lungometraggio era come un sogno. Non avevamo mai previsto che ciò accadesse, ma dopo aver diretto i video per il nostro ultimo album abbiamo deciso di continuare a lavorare. Eravamo nella dinamica delle riprese, quindi il film è venuto naturale. Non abbiamo pensato troppo. Che si tratti di fare musica o dirigere un video, qualunque cosa facciamo, lo facciamo velocemente. Quando abbiamo una buona dinamica lavorativa non abbiamo bisogno di farci troppe domande a vicenda."
Thomas Bangalter ha dichiarato: "Con questo film, abbiamo avuto lo stesso approccio di quando abbiamo iniziato a fare musica. Crea senza regole o standard. Adotta un approccio libero a qualcosa di nuovo che non conosci veramente e che impari da zero. "
Il film è stato girato su pellicola Kodak da 35 mm sotto la cinematografia di Bangalter. Ha acquistato e letto oltre 200 numeri arretrati di American Cinematographer in preparazione per il lungometraggio. Le riprese di Electroma dei Daft Punk sono durate 11 giorni, gran parte dei quali trascorsi in California . Molte scene del film si svolgono nella contea di Inyo lungo la US Route 395 e nella città di Independence . Gli effetti robotici e di trucco sono stati progettati e creati dai frequenti collaboratori Tony Gardner e Alterian, Inc. 
Nell'aprile 2011, la Ferrari 412 utilizzata per il film è stata messa all'asta per beneficenza, insieme all'iconica targa originale "HUMAN" firmata da Bangalter e Homem-Christo. 

## Accoglienza
Un critico francese spiega la trama del film parlando di «due robot che cercano di sbarazzarsi per mezzo del suicidio delle loro vesti». Al Director's Fortnight il film ha ricevuto vari riconoscimenti. Daft Punk's Electroma è stato premiato per la sua tecnica fotografica e per la colonna sonora. Allo stesso tempo, il film è stato sfavorevolmente comparato a Gerry di Gus Van Sant e a The Brown Bunny di Vincent Gallo per la narrazione e le sequenze dilatate. Le scene in cui si vedono i due protagonisti peregrinare per il deserto hanno fatto lasciare la sala ad una consistente parte del pubblico al Festival di Cannes.
A Parigi (con il nightly screening tour) le reazioni sono state positive per tutto l'arco delle proiezioni, a partire da marzo 2007. Il film è stato salutato così positivamente dal pubblico che le proiezioni sono state estese per sei mesi. In Inghilterra, le proiezioni hanno fatto il pieno e in poco tempo hanno riscosso un grande successo, riproposto in altrettante sale.

## Tracce
Mentre DAFT: A Story About Dogs, Androids, Firemen and Tomatoes e Interstella 5555: The 5tory of the 5ecret 5tar 5ystem sono stati prodotti per completare gli album Homework e Discovery, la colonna sonora di Electroma dei Daft Punk non contiene materiale dei Daft Punk. Come affermato da de Homem-Christo, "Veniamo da un background musicale, ma questo film è piuttosto minimale". Nel film sono presenti le seguenti canzoni:
1. Todd Rundgren - International Feel
2. Brian Eno - In Dark Trees
3. Curtis Mayfield - Billy Jack
4. Gregorio Allegri - Miserere - Allegri a Neuf Voix
5. Sebastien Tellier - Universe
6. Joseph Haydn, Kodaly Quartet - String Quartet Op 646 II A
7. Linda Perhacs - If You Were My Man (Demo)
8. Fryderyk Chopin (Harasiewicz) - Prelude No 4 in E-minor, Op.28
9. Jackson C. Frank - I Want to Be Alone (Dialogue)

## Pubblicazione e DVD
Il film è stato proiettato per la prima volta il 21 maggio 2006, come parte della Quinzaine des Réalisateurs del Festival di Cannes. Le proiezioni di mezzanotte di Electroma dei Daft Punk sono state proiettate nelle sale di Parigi dalla fine di marzo 2007. Il film è stato proiettato anche alla Biennale di Montréal in Canada l'11 maggio. È stato proiettato all'Australian Centre for the Moving Image il 7 giugno all'Institute of Contemporary Arts (ICA) di Londra l'8 giugno e al Kino Arsenal di Berlino il 4 luglio 2007. Il film è stato proiettato in un tour di nel Regno Unito, a partire da luglio 2007 e terminando a ottobre ai BBC Electric Proms. L'ICA ha successivamente annunciato alcune proiezioni a tarda notte nel fine settimana per novembre 2007, ma in base all'affluenza e all'interesse, ha esteso le proiezioni fino a gennaio 2008. Nel dicembre 2007, il film è stato proiettato a Seattle, New York City. , Chicago, Los Angeles, Atlanta e Austin come parte di un tour di proiezioni di film indipendenti sponsorizzati dalla linea di automobili Toyota Scion. La Vice Records ha sponsorizzato le proiezioni di mezzanotte canadesi del 7 dicembre a Victoria, Banff, Calgary, Winnipeg, Fort McMurray e Toronto . Ulteriori proiezioni in Canada sono state proiettate nel gennaio 2008 a Toronto, Ottawa e Whitehorse . 
Il DVD-Video di Daft Punk's Electroma è uscito per la prima volta in Australia il 6 giugno 2007, distribuito dalla Aztec International Entertainment e segnalato dall'OFLC. Vice Records ha predisposto l'uscita del DVD nell'America del Nord per la fine dell'anno. Secondo quanto riportato sul sito ufficiale dei Daft Punk, è stato distribuito ufficialmente nei negozi a partire dal 15 ottobre 2007.
le segnalazioni di un rilascio di Blu-ray Disc da parte di Vice furono successivamente etichettate come "un errore" e ritirate dalla società. Il DVD è confezionato con un libro di 40 pagine di immagini di film in una custodia SteelBook o in una custodia. Il film è diventato disponibile per la visione online sulla piattaforma Lycos Cinema come noleggio in streaming sia in definizione standard che in alta definizione. È anche disponibile per il noleggio o l'acquisto online su iTunes Store e per lo streaming su TIDAL.

## Curiosità
Le maschere con fattezze umane che i due robot indossano sono le versioni caricaturali dei reali volti di Guy-Manuel de Homem-Christo e Thomas Bangalter.